# Cantonul Schiltigheim
Cantonul Schiltigheim este un canton din arondismentul Strasbourg, departamentul Bas-Rhin, regiunea Alsacia, Franța.